# Дзигунський Михайло Якович
Михайло Якович Дзигунський (15 травня 1921, Цибулів — 7 травня 1944, Сапун-гора) — радянський офіцер, Герой Радянського Союзу, в роки радянсько-німецької війни командир взводу 1372-го стрілецького полку (417-та стрілецька дивізія, 51-а армія, 4-й Український фронт), лейтенант.

## Біографія
Народився 15 травня 1921 року в селі Цибулів (нині селище міського типу Уманського району Черкаської області), в родині селянина. Українець. Освіта неповна середня. Працював на Цибулівському цукровому заводі.
У Червоній Армії з квітня 1940 року. Учасник радянсько-німецької війни із червня 1941 року. Закінчив курси молодших лейтенантів в 1942 році. Член ВКП (б) з 1943 року.
При штурмі Сапун-гори під Севастополем 7 травня 1944 року лейтенант Дзигунський зі взводом першим увірвався в траншеї. Особисто в рукопашному бою і гранатами знищив двадцять гітлерівців. Взвод опанував трьома дотами. Коли вогонь ворожого кулемета перешкодив наступу підрозділу, вирішив самотужки підповзти до амбразури. Отримавши поранення у праве плече все одно продовжував повзти далі на лівому боці, спираючись на лікоть лівої руки. Коли до доту залишалось 1.5-2 метри лейтенант Дзигунський звівся на коліна біля самої амбразури і вона опинилася в рівень з його очима. Він рвонувся вперед і вкинув гранату всередину доту. Це сталось одночасно: тоді, коли кулемет вистрілив йому в груди, у доті вибухнула граната. Внизу бійці ще декілька хвилин вичікували — вважали, що ворожий кулеметник просто хоче підпустити їх ближче, поки не пішли в атаку і не виявили тіло лейтенанта Михайла Дзигунського з простреленим правим плечем і наскрізними трьома ранами в грудях і підірваний дот.
Могила Героя знаходиться в Севастополі, в селищі Дергачі, на Меморіальному братському кладовищі радянських воїнів.

## Нагороди
27 серпня 1943 року нагороджений Медаллю «За Відвагу».
Указом Президії Верховної Ради СРСР від 24 березня 1945 року за мужність, відвагу і героїзм, проявлені в боротьбі з німецько-фашистськими загарбниками, лейтенанту Дзигунському Михайлу Яковичу посмертно присвоєно звання Героя Радянського Союзу.

## Пам'ять
Подвиг Михайла Дзигунського відображений у діорамі «Штурм Сапун-гори» у Севастополі. Його ім'ям названо вулиці у Севастополі і Цибулеві. Його навічно зараховано в списки однієї з військових частин. 30 жовтня 1987 року на території Цибулівської школи Михайлу Дзигунському було відкрито пам'ятник.

## Галерея

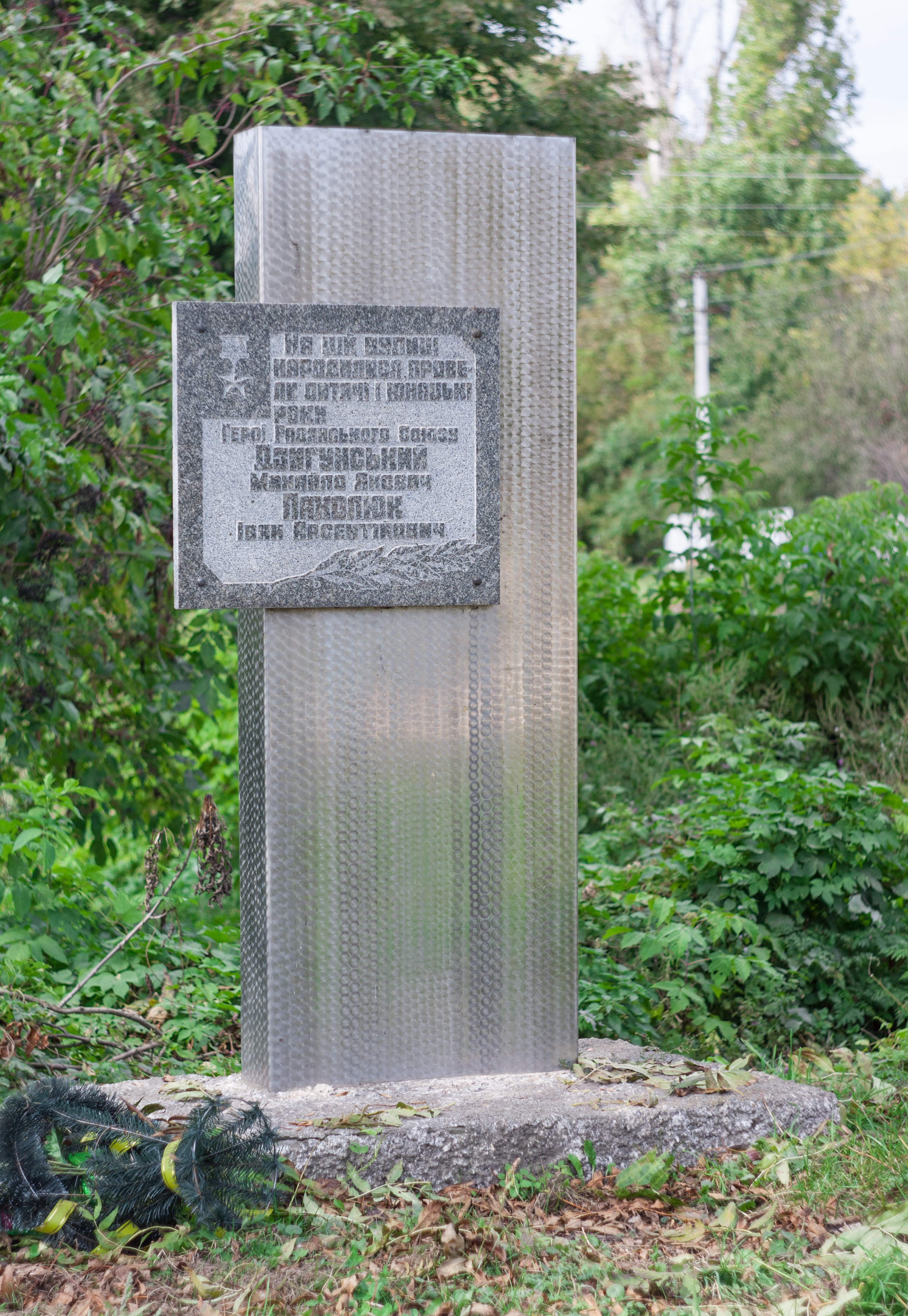
Пам'ятний знак на вулиці, де народився М. Дзигунський
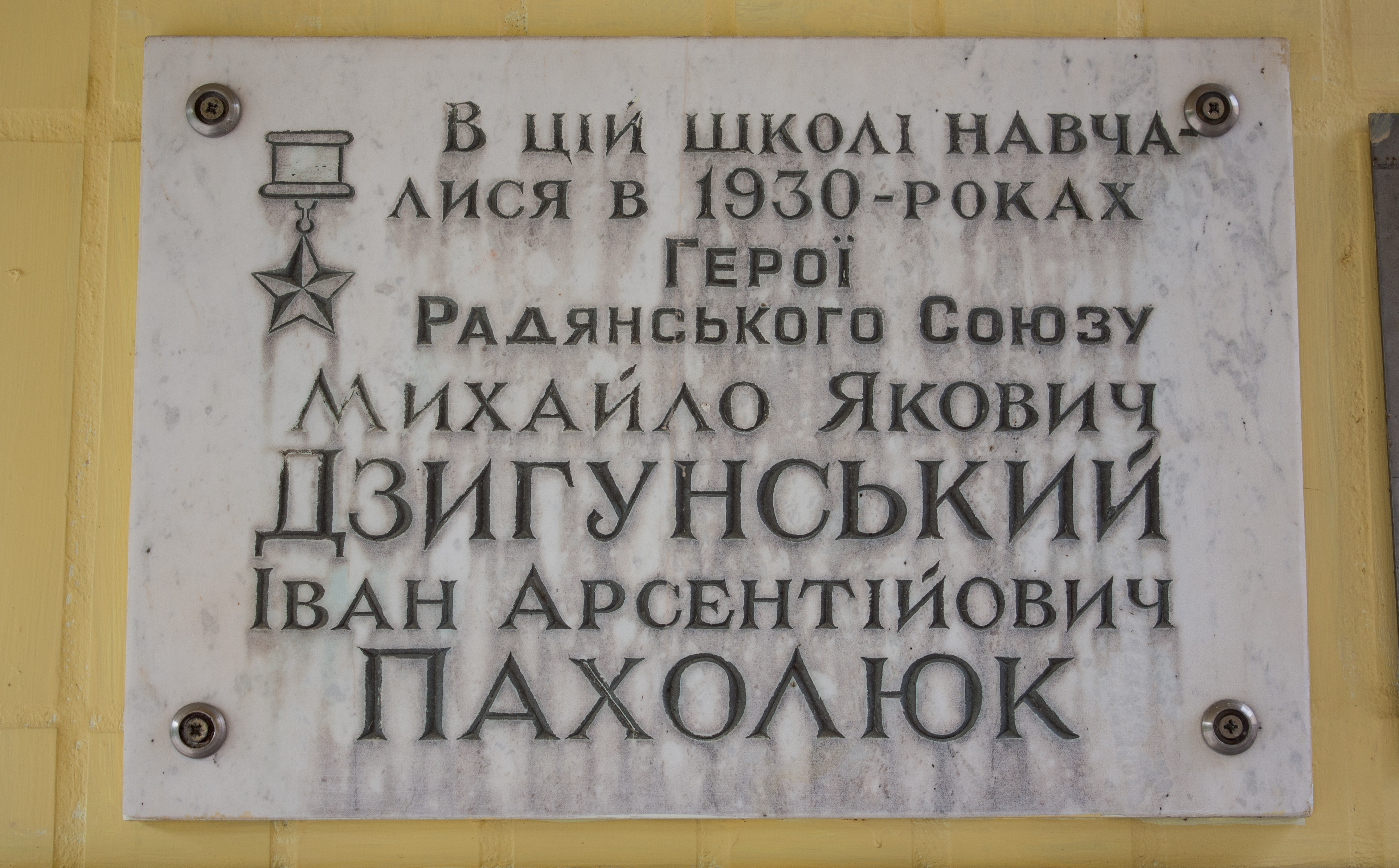
Пам'ятна дошка на школі у Цибулеві
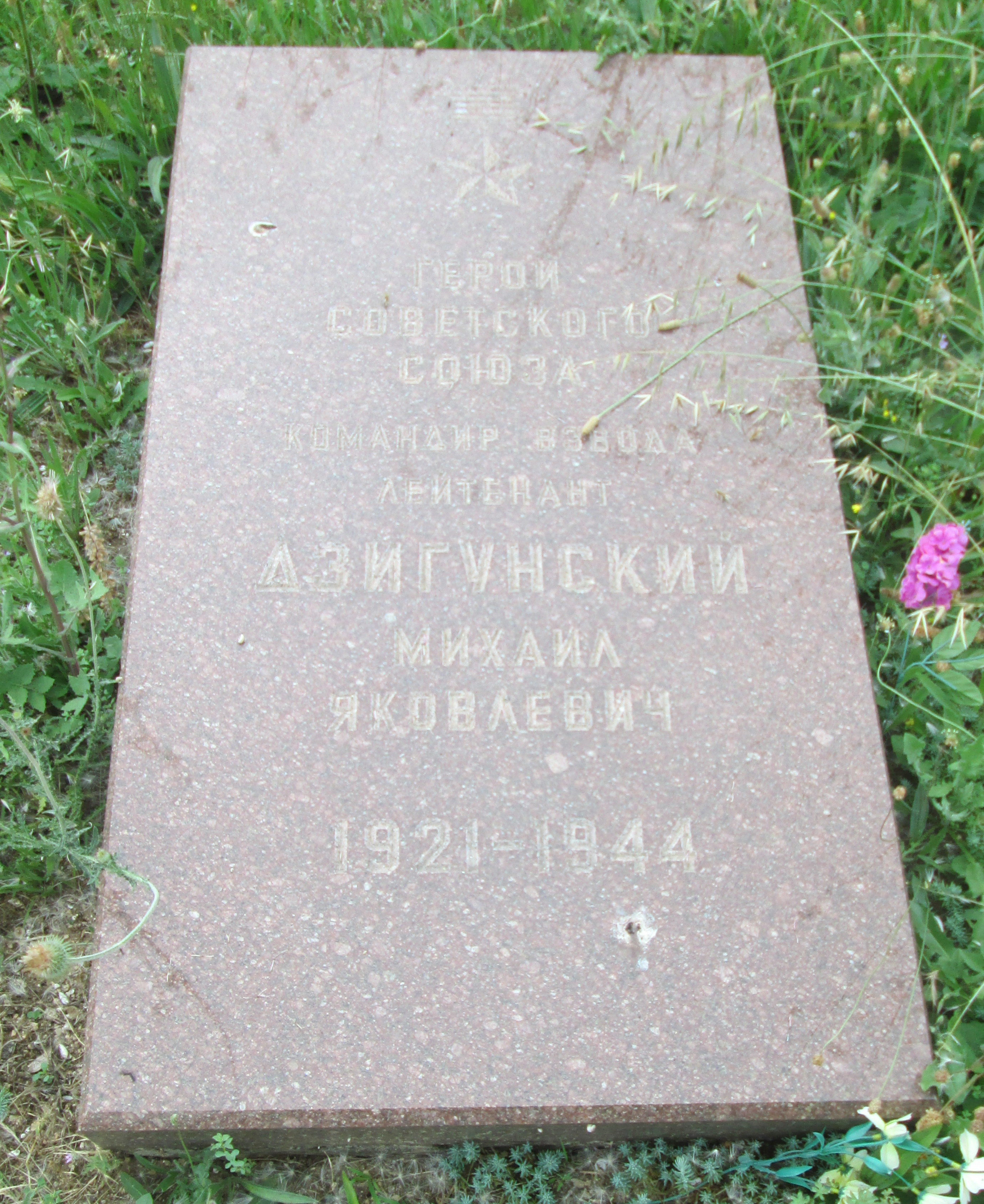
Могила у Севастополі
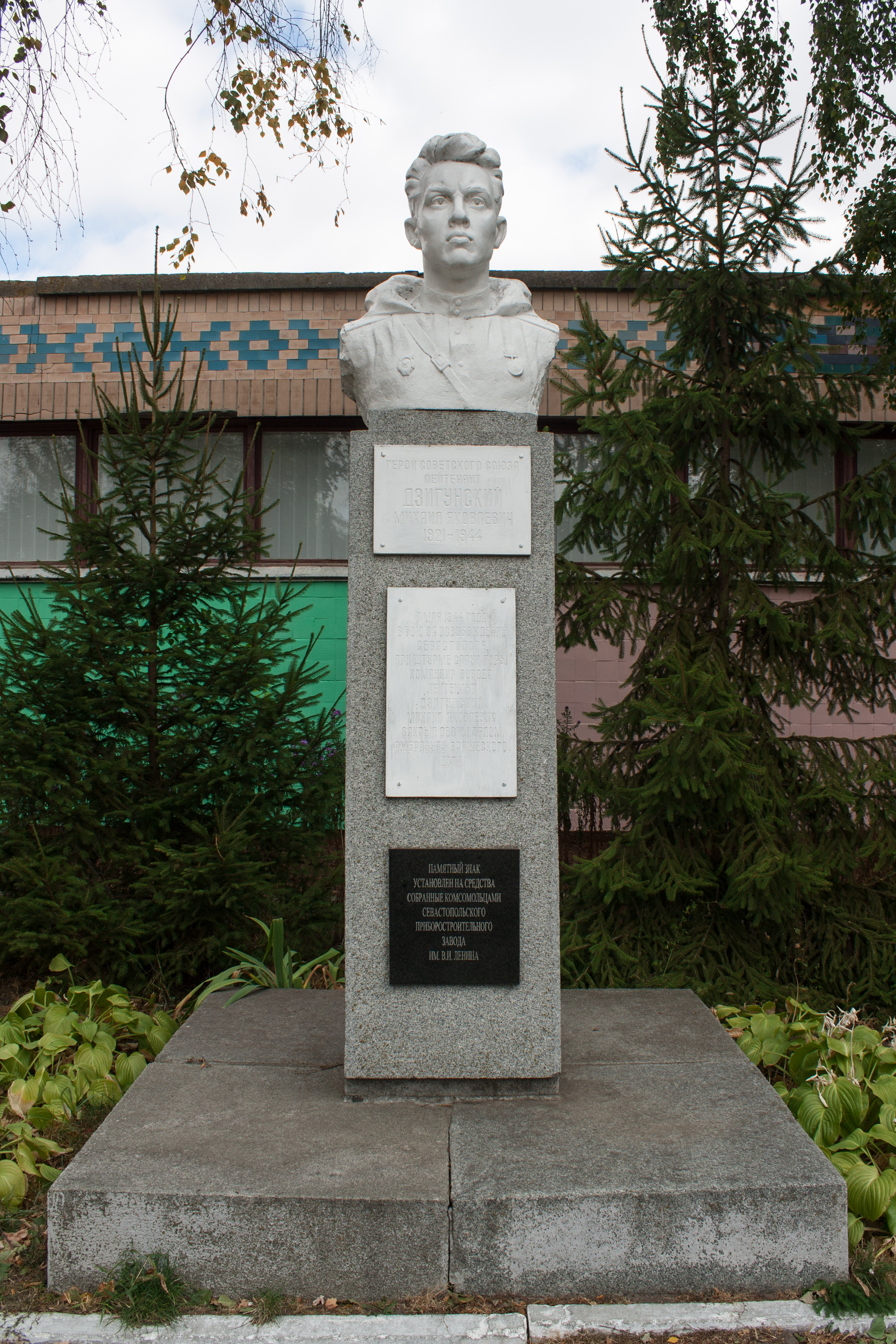
Пам'ятник у Цибулеві